# Clubiona frisia
Clubiona frisia là một loài nhện trong họ Clubionidae.
Loài này thuộc chi Clubiona. Clubiona frisia được miêu tả năm 1995 bởi Jörg Wunderlich & Schuett.